# 圣救主暨诸圣圣殿 (多布雷城)
圣救主暨诸圣圣殿（Bazylika kolegiacka pw. Najświętszego Zbawiciela i Wszystkich Świętych w Dobrym Mieście）是一座罗马天主教次级宗座圣殿、协同教堂、堂区教堂，位于波兰北部瓦爾米亞-馬祖里省多布雷城。瓦尔米亚地区的第二大教堂。1989年5月19日由教宗若望保禄二世升格为次级宗座圣殿。
该堂建于1357-1389年，为砖砌哥特式建筑。1949年9月16日成为波兰文物古迹。

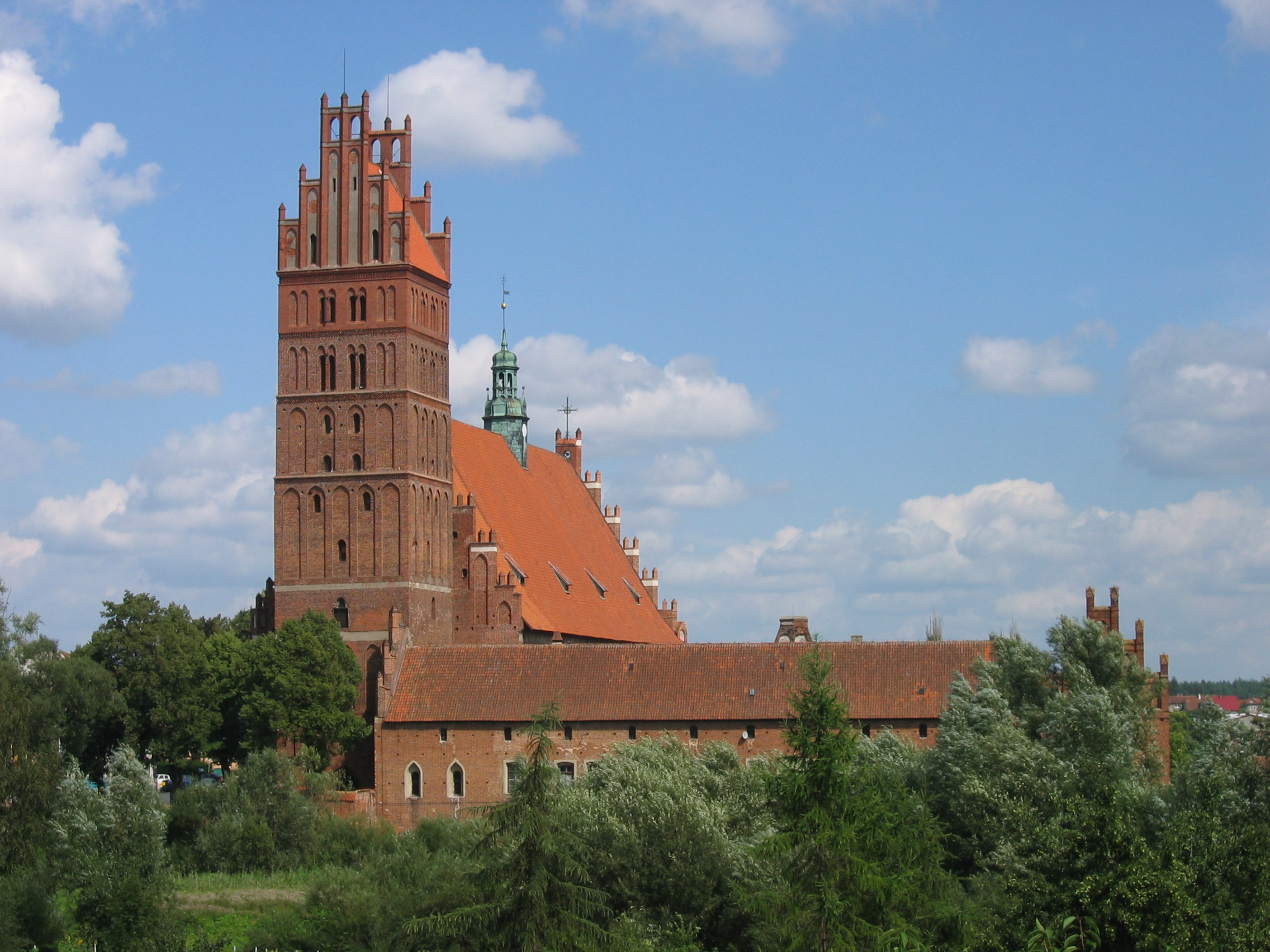
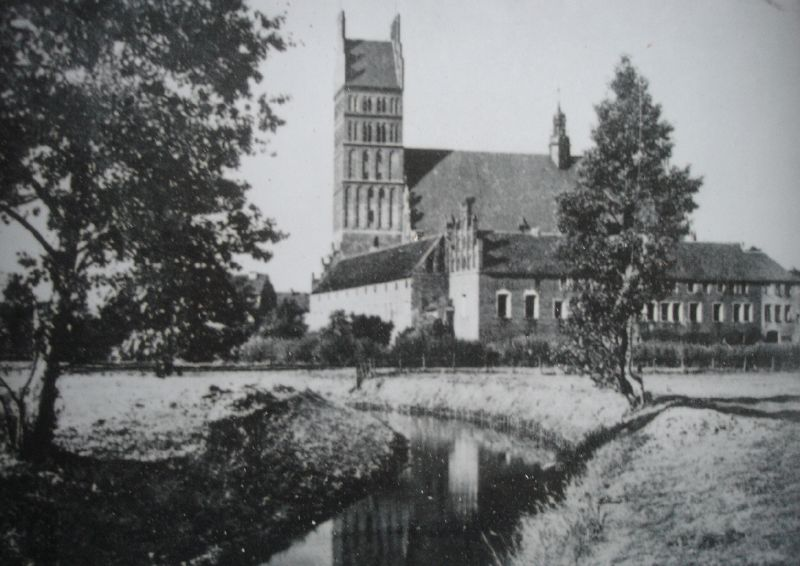
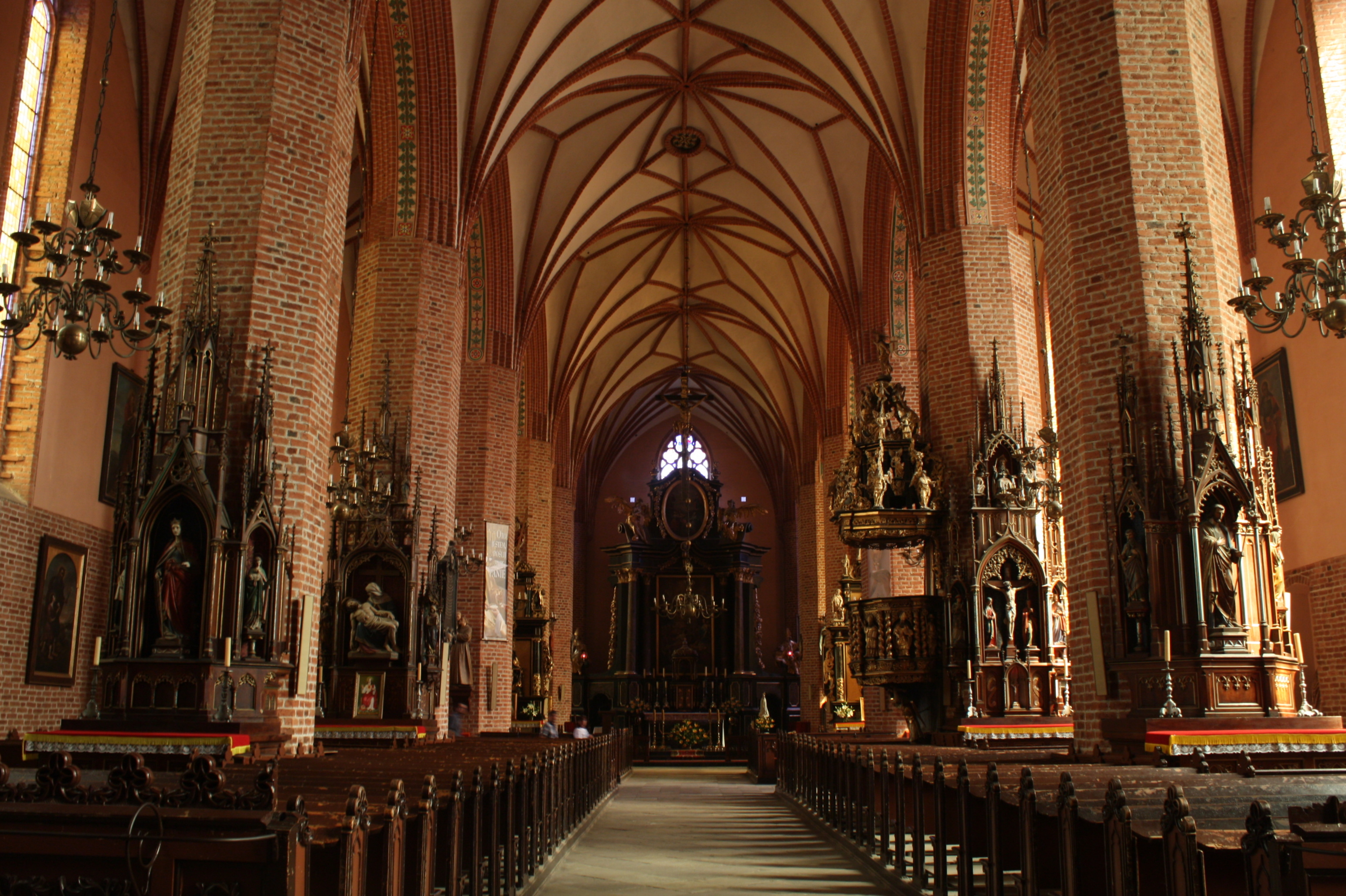
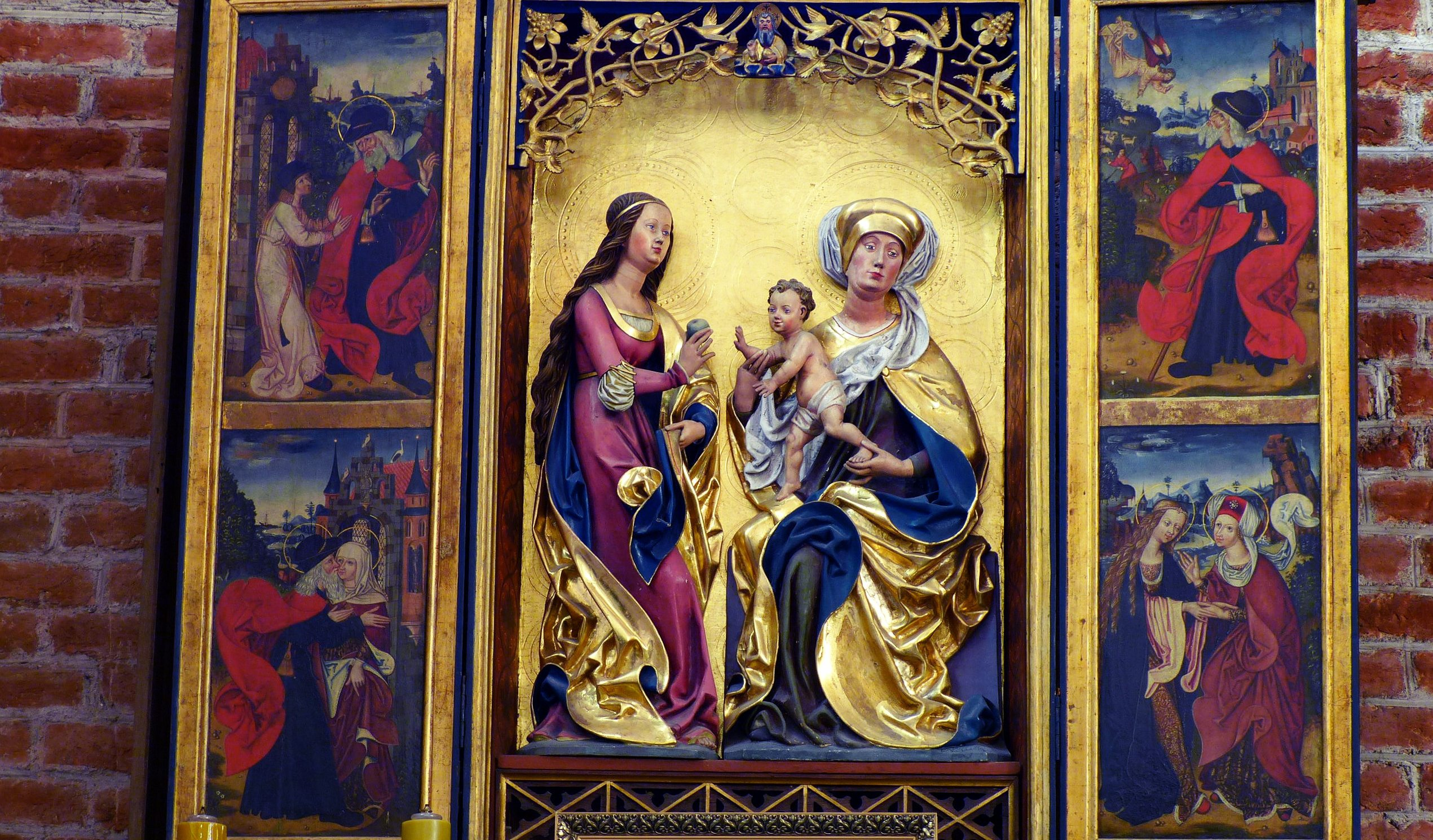
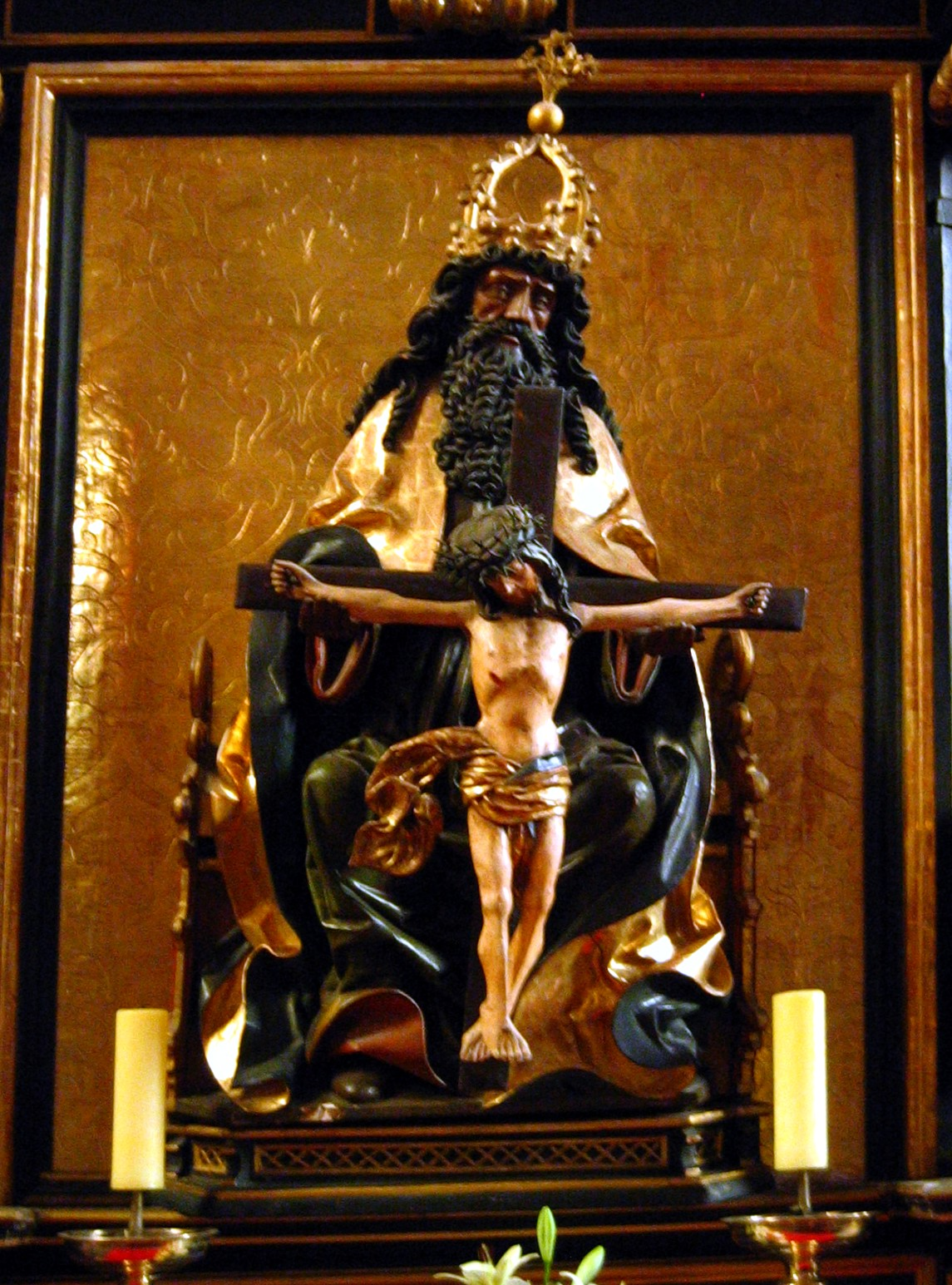
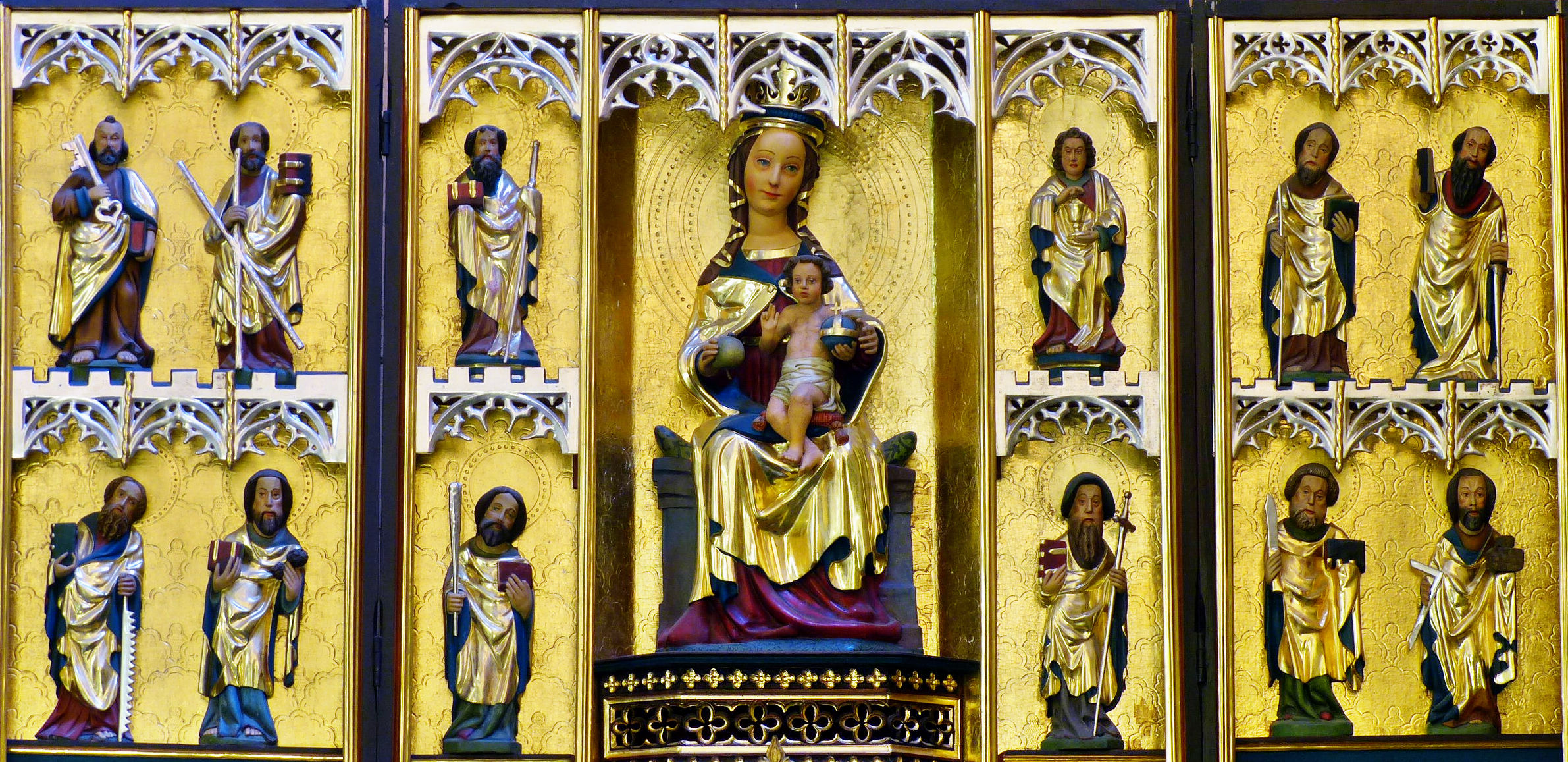